# UPPAAL
UPPAAL è uno strumento software per la verifica di sistemi sistema real-time, modellati sotto forma di reti di automi a tempo. È stato sviluppato a partire dal 1995, in collaborazione tra il Design and Analysis of Real-Time Systems group dell'Università di Uppsala e il Basic Research in Computer Science all'Università di Aalborg; il nome del software deriva dall'unione delle prime tre lettere del nome di ciascuna università. Il tool è usato estensivamente nella ricerca e nello sviluppo di sistemi real-time e l'articolo nel quale il software venne presentato, UPPAAL in a Nutshell, è uno tra i dieci articoli più citati nella storia dell'ingegneria del software.
Diverse estensioni sono state sviluppate per il tool, tra le quali il supporto per cost optimal reachability analysis, black-box conformance testing, coverage-optimal off-line test generation, timed games based controller synthesis, component based timed systems, statistical model checking.